# Aeródromo Tres Quebradas
El Aeródromo Tres Quebradas (OACI: SCTQ) es un terminal aéreo privado ubicado en el proyecto minero binacional Pascua Lama a 105 kilómetros al sureste de Alto del Carmen, en la Provincia de Huasco, Región de Atacama, Chile. Es un aeródromo privado.